# ゲオルギオス・ラリス
ゲオルギオス・ラリス（ギリシャ語：Γεώργιος Ράλλης、英語：George Rallis、1918年12月26日 - 2006年3月15日）は、ギリシャの政治家。首相を務めた。

## 生涯
1918年12月26日にアテネで誕生し、アテネ大学で政治学を学んだ。ラリス家の先祖はオスマン帝国時代のギリシャ人特権階級であるファナリオティスであり、祖父・父共にギリシャの首相を務めている。祖父のディミトリオス・ラリスは20世紀前半に、父のイオアニス・ラリスは第二次世界大戦中のドイツ軍占領下で傀儡政権の首相に任命されている。父は後にドイツ協力者として逮捕され獄中で死亡している。
ゲオルギオス・ラリスは1950年に初めて国会議員に当選した。1954年にはアレクサンドロス・パパゴスによって閣僚に任命されている。コンスタンディノス・カラマンリスが民族急進同盟を結成するとこれに合流して1963年までカラマンリス政権の大臣を務めた。
1967年にゲオルギオス・パパドプロスによってクーデターが発生した。ラリスは逮捕されてカソス島へ送られた。その後国外退去処分となり、1974年に民主化がなされるとギリシャへ帰還した。
民主化後のカラマンリス政権で教育大臣に任命され、デモティキの公用語化を担当した。その後外務大臣となり、ギリシャの外相として初めてソビエト連邦を訪問した。ブルガリア・ユーゴスラビアとの関係を改善し、欧州経済共同体加盟の準備などもしている。
1980年にカラマンリスが政界を引退すると、ラリスは新民主主義党の党首に選出されて首相に任命された。彼の任期中にギリシャはNATOに再加盟したが、翌年の総選挙でアンドレアス・パパンドレウの率いる全ギリシャ社会主義運動に敗れ党首を辞任した。その後、党首を継いだコンスタンディノス・ミツォタキスと対立して新党を設立した。ラリスはその温和な物腰と率直さのために、晩年まで人気のある政治家であった。2006年3月15日にアテネにて87歳で死去した。